# تازوباکتام
تازوباکتام(به انگلیسی: Tazobactam) یک داروی شیمیایی است که جهت مهار کردن عملکرد بتالاکتاماز باکتریایی، به ویژه بتالاکتامازهای متعلق به گروه SHV-1 و TEM به کار می‌رود. معمولاً به صورت نمک سدیم آن، یعنی تازوباکتام سدیم از آن استفاده می‌شود. به زبان ساده، این ماده می‌تواند به برخی از آنتی بیوتیک‌ها اضافه شود تا آسیب پذیری آن‌ها در برابر مقاومت آنتی‌بیوتیکی کمتر شود. 
تازوباکتام با آنتی‌بیوتیک وسیع الطیف بتالاکتامی پیپراسیلین در داروی پیپراسیلین/تازوباکتام، به صورت ترکیبی و جهت درمان بیماری‌های ناشی از عفونت‌های سودوموناس آئروژینوزا مورد استفاده قرار می‌گیرد. تازوباکتام با مهار کردن ارگانیسم‌های رهاکننده بتالاکتاماز که در حالت عادی باعث تخریب پیپراسیلین می‌شود، گستره عملکرد پیپراسیلین را افزایش می‌دهد.
تازوباکتام یک پنی سیلین به شدت اصلاح شده و یک سولفون است. 
تازوباکتام در سال ۱۹۸۲ ثبت اختراع شد و در سال ۱۹۹۲ جهت مصارف پزشکی وارد بازار شد.